# Nuri
Nuri è una località del Sudan posta sulla riva sud-orientale del Nilo, situata a circa 15 km a Nord di Sanam e a 10 km da Jebel Barkal.

## Descrizione
La sua importanza è dovuta alla presenza delle piramidi dove furono sepolti i sovrani della Nubia che regnarono da Napata, prima capitale del regno di Kush.
La più antica piramide (Nu. 1) è attribuita a Taharqa, penultimo sovrano della XXV dinastia egizia, ed ha un lato di base di circa 51 m mentre l'altezza originaria doveva essere tra i 40 e i 50 metri.
Il successore di Taharqa, Tantamani, venne sepolto altrove ma a dopo tutti i sovrani nubiani e le loro consorti fino al regno di Nastasen (piramide Nu.15), vissuto intorno al 330 a.C. vennero tumulati a Nuri.
Le piramidi nubiane, pur rifacendosi alla tradizione egizia del Regno Antico, sono generalmente più piccole. Attualmente molte di loro hanno subito notevoli devastazioni a causa del continuo prelievo di pietre utilizzate in altre costruzioni. malgrado questo talune hanno conservato, almeno in parte, i corredi funerari sepolti al loro interno.
Durante l'era cristiana una parte delle pietre delle piramidi di Nuri fu riutilizzata per erigere una chiesa.
Il complesso della necropoli è stato scavato e esplorato da George Reisner.
Le piramidi di Nuri, insieme ad altri edifici della regione di Jebel Barkal e di Napata sono stati inseriti, dall'UNESCO nella lista dei siti patrimonio dell'umanità

## Tombe di Nuri
- Nuri 1 - Re Taharqa
- Nuri 2 - Re Amaniastabarqa
- Nuri 3 - Re Senkamanisken
- Nuri 4 - Re Siaspiqa
- Nuri 5 - Re Malonaqen
- Nuri 6 - Re Anlamani, figlio di re Senkamanisken
- Nuri 7 - Re Karkamani
- Nuri 8 - Re Aspelta, figlio di re Senkamanisken e della regina Naparaye
- Nuri 9 - Re Aramatle-qo, figlio di Aspelta
- Nuri 10 - Re Amaninatakilebte
- Nuri 11 - Re Malewiebamani
- Nuri 12 - Re Amanineteyerike, figlio di Re Malewiebamani
- Nuri 13 - Re Harsiotef
- Nuri 14 - Re Akhraten
- Nuri 15 - Re Nastasen
- Nuri 16 - Re Talakhamani
- Nuri 17 - Re Baskakeren, figlio di Re Malewiebamani
- Nuri 18 - Re Analmaye
- Nuri 19 - Re Nasakhma
- Nuri 20 - Re Atlanersa, figlio di Taharqa
- Nuri 21 - Forse Takahatenamun, Regina. Moglie di Taharqa
- Nuri 22 - Forse  Amanimalel, Regina. Moglie del re Senkamanisken
- Nuri 23 - Masalaye, Regina? Forse moglie del re Senkamanisken
- Nuri 24 - Regina Nasalsa. Figlia di Atlanersa, moglie del re Senkamanisken
- Nuri 25 - Maletaral II, Regina?. Ai tempi del re Amaninatakilebte
- Nuri 26 - Regina Amanitakaye. Figiia di Aspelta, sorella-moglie di Aramatle-qo, madre di Malonaqen
- Nuri 27 - Regina Madiqen. Moglie di Anlamani
- Nuri 28 - Regina Henuttakhebi[t]. Moglie di Aspelta
- Nuri 29 - Pi'ankhqew-qa Regina? Forse moglie del re Siaspiqa
- Nuri 31 - Regina Saka'aye. Forse madre del re Malewiebamani
- Nuri 32 - Regina Akhrasan. Temp. Re Malewiebamani
- Nuri 34 - Regina Henutirdis ai tempi del re Harsiotef
- Nuri 35 - Forse regina Abar, moglie di Piye, Madre di Taharqa
- Nuri 36 - Regina Atakhebasken. Moglie di Taharqa
- Nuri 38 - Regina Akhe(qa?). Figlia di Aspelta e moglie di Aramatle-qo
- Nuri 39 - Regina Maletasen. Moglie di Aramatle-qo
- Nuri 40 - Regina Meqemale. Forse moglie di Aspelta
- Nuri 41 - Regina Maletaral(?) I. Moglie di Atlanersa
- Nuri 42 - Asata, Queen. Moglie di Aspelta
- Nuri 44 - Regina Batahaliye. Moglie di Harsiotef
- Nuri 45 - Regina Tagtal (?). Moglie del re Malonaqen
- Nuri 53 - Regina Yeturow. Sorella-moglie di Atlanersa
- Nuri 55 - Regina Atmataka. Moglie di Aramatle-qo
- Nuri 56 - Possibly Sekhmakh. Moglie di Nastasen
- Nuri 57 - Regina  Pi'ankh-her( ?). Moglie di Aramatle-qo
- Nuri 58 - Regina Artaha. Moglie di Aspelta
- Nuri 59 - Regina Malaqaye. Forse moglie di re Tantamani
- Nuri 61 - Regina Atasamale. Forse moglie di Amanineteyerike